# The Hope Six Demolition Project
The Hope Six Demolition Project — девятый студийный альбом британской рок-исполнительницы PJ Harvey, выпущенный 15 апреля 2016 на лейбле Island Records.

## Предыстория
Название альбома является отсылкой к проекту HOPE VI, плану Министерства жилищного строительства и городского развития США, запущенному в 1992 году. План был призван «оживить» пришедшие в упадок жилые комплексы в Соединенных Штатах и подразумевал снос ветхого социального жилья в районах с высоким уровнем преступности, для последующего строительства на его месте лучшего жилья. Воплощение в жизнь плана вызвало множественную критику в США, в частности критиковалась сама программа, не подразумевавшая предоставлять новые жилые помещения тому же самому числу арендаторов, что проживало в ветхих домовладения до их сноса. Этот факт, как правило, приводил к тому, что люди из бедных слоев часто лишались жилья, что влекло за собой возникновение дополнительных социальных проблем у этой категории граждан США. Программа HOPE VI непосредственно упоминается в первом треке альбома «The Community of Hope» (рус. «Общество надежды»), который был выпущен 11 марта 2016 года в качестве сингла. Название для альбома было вдохновлено поездкой Полли Джин в Вашингтон с фотографом и режиссёром Шеймусом Мерфи. Песни для альбома, в том числе стихи для своей книги The Hollow of the Hand, были написаны Харви во время её путешествий в Косово, Афганистан и Вашингтон в период между 2011 и 2014 годами.

## Запись
Альбом был записан во время музыкальных сессий, открытых для зрителей, как часть арт-инсталляции в Сомерсет-Хаусе в Лондоне под названием Recording in Progress. Запись альбома началась 16 января 2015 и закончилась 14 февраля 2015, каждая сессия записи альбома продолжалась порядка сорока пяти минут. Зрители могли смотреть на то как записывается альбом в студии через одностороннее стекло. Перед началом каждой сессии сотовые телефоны и устройства с возможностью записи конфисковались у зрителей. Во время первой открытой сессии звукозаписи музыканты работали над песней «Near the Memorials to Vietnam and Lincoln», впоследствии вошедшей в альбом. Помимо Пи Джей Харви в записи альбома приняли участие Flood и Джон Пэриш, участвовавшие в записи её предыдущего альбома Let England Shake. Впоследствии к записи присоединились музыканты Терри Эдвардс и Джеймс Джонстон.

## Выпуск
Оба сингла с альбома впервые прозвучали на радиостанции BBC 6 Music. Премьера песни «The Wheel» состоялась в передаче Стива Лэмакка на радиостанции BBC 6 Music 21 января 2016, за день до её выпуска в качестве сингла. Лэмакк в передаче так же озвучил дату выпуска альбома — 15 апреля 2016. Песня «The Wheel» впервые прозвучала на радио в передаче Шона Кивени 10 марта 2016.
Музыкальный клип на песню для «The Wheel» вышел 1 февраля 2016, а на песню «The Community of Hope» — 18 марта 2016. Оба клипа были сняты режиссёром Шеймусом Мерфи.

## Список композиций
Все песни написаны Пи Джей Харви.
| №   | Название                                    | Длительность |
| --- | ------------------------------------------- | ------------ |
| 1.  | «The Community of Hope»                     | 2:23         |
| 2.  | «The Ministry of Defence»                   | 4:11         |
| 3.  | «A Line in the Sand»                        | 3:33         |
| 4.  | «Chain of Keys»                             | 3:09         |
| 5.  | «River Anacostia»                           | 4:56         |
| 6.  | «Near the Memorials to Vietnam and Lincoln» | 2:59         |
| 7.  | «The Orange Monkey»                         | 2:47         |
| 8.  | «Medicinals»                                | 2:19         |
| 9.  | «The Ministry of Social Affairs»            | 4:10         |
| 10. | «The Wheel»                                 | 5:37         |
| 11. | «Dollar, Dollar»                            | 5:37         |

## Чарты
| Чарт(2016)                          | Высшая позиция |
| ----------------------------------- | -------------- |
| Австралия (ARIA)                    | 7              |
| Австрия (Ö3 Austria)                | 8              |
| Бельгия/Фландрия (Ultratop)         | 3              |
| Бельгия/Валлония (Ultratop)         | 8              |
| Канада (Canadian Albums Chart)      | 38             |
| Дания (Hitlisten)                   | 14             |
| Нидерланды (Album Top 100)          | 4              |
| Финляндия (Suomen virallinen lista) | 16             |
| Франция (SNEP)                      | 5              |
| Германия (Offizielle Top 100)       | 11             |
| Ирландия (IRMA)                     | 2              |
| Италия (Classifica album)           | 17             |
| Новая Зеландия (RMNZ)               | 7              |
| Норвегия (VG-lista)                 | 2              |
| Польша (ZPAV)                       | 13             |
| Португалия (AFP)                    | 6              |
| Швеция (Sverigetopplistan)          | 8              |
| Швейцария (Schweizer Hitparade)     | 4              |
| Великобритания (UK Albums Chart)    | 1              |
| США (Billboard 200)                 | 63             |